# Episodi di Gotham (quarta stagione)
La quarta stagione della serie televisiva Gotham, composta da 22 episodi, è trasmessa negli Stati Uniti dal 21 settembre 2017, sul canale Fox. Negli Stati Uniti, gli episodi della stagione sono trasmessi con il sottotitolo A Dark Knight ("Un cavaliere oscuro"). Gli episodi della stagione sono ispirati alle trame di Batman: Il lungo Halloween (Batman: The Long Halloween), Batman: Anno uno (Batman: Year One) e Batman: Terra di Nessuno (Batman: No Man's Land).
In Italia la stagione va in onda dall'8 febbraio 2018 su Premium Action, canale a pagamento della piattaforma Mediaset Premium. In chiaro è stata trasmessa dall'11 aprile 2019 sul 20 nel day-time.
Gli antagonisti principali della stagione sono Sofia Falcone, il Professor Pyg, Ra's Al Ghul, Jerome e Jeremiah Valeska, Ivy Pepper e Jonathan Crane.
Durante questa stagione, Alexander Siddig e Crystal Reed entrano a far parte del cast principale. John Doman, Maggie Geha, e Benedict Samuel tornano in qualità di guest star. La stessa Maggie Geha durante la stagione lascia la serie, venendo sostituita da Peyton List. Al termine della stagione Alexander Siddig, Crystal Reed, Drew Powell e John Doman lasciano la serie.
| n° | Titolo originale                                   | Titolo italiano           | Prima TV USA      | Prima TV Italia  |
| -- | -------------------------------------------------- | ------------------------- | ----------------- | ---------------- |
| 1  | A Dark Knight: Pax Penguina                        | Pax Pinguina              | 30 dicembre 2024  | 8 febbraio 2018  |
| 2  | A Dark Knight: The Fear Reaper                     | Il tristo mietitore       | 28 settembre 2017 | 15 febbraio 2018 |
| 3  | A Dark Knight: They Who Hide Behind Masks          | Il risveglio              | 5 ottobre 2025    | 22 febbraio 2018 |
| 4  | A Dark Knight: The Demon's Head                    | Il pugnale del destino    | 12 ottobre 2017   | 1º marzo 2018    |
| 5  | A Dark Knight: The Blade's Path                    | Il sentiero dell'oscurità | 19 ottobre 2017   | 8 marzo 2018     |
| 6  | A Dark Knight: Hog Day Afternoon                   | Il giorno del maiale      | 26 ottobre 2017   | 15 marzo 2018    |
| 7  | A Dark Knight: A Day in the Narrows                | Operazione Narrows        | 2 novembre 2017   | 22 marzo 2018    |
| 8  | A Dark Knight: Stop Hitting Yourself               | Cambi al vertice          | 9 novembre 2017   | 29 marzo 2018    |
| 9  | A Dark Knight: Let Them Eat Pie                    | Una modesta proposta      | 16 novembre 2017  | 5 aprile 2018    |
| 10 | A Dark Knight: Things That Go Boom                 | Regolamento di conti      | 30 novembre 2017  | 12 aprile 2018   |
| 11 | A Dark Knight: Queen Takes Knight                  | Regina di Gotham          | 7 dicembre 2017   | 19 aprile 2018   |
| 12 | A Dark Knight: Pieces of a Broken Mirror           | Specchio in frantumi      | 1º marzo 2018     | 26 aprile 2018   |
| 13 | A Dark Knight: A Beautiful Darkness                | Una bellissima oscurità   | 8 marzo 2018      | 7 giugno 2018    |
| 14 | A Dark Knight: Reunion                             | Riunione                  | 15 marzo 2018     | 14 giugno 2018   |
| 15 | A Dark Knight: The Sinking Ship The Grand Applause | Sete di vendetta          | 22 marzo 2018     | 21 giugno 2018   |
| 16 | A Dark Knight: One of My Three Soups               | Il gioco delle tre zuppe  | 29 marzo 2018     | 28 giugno 2018   |
| 17 | A Dark Knight: Mandatory Brunch Meeting            | Gemellanza                | 5 aprile 2018     | 5 luglio 2018    |
| 18 | A Dark Knight: That's Entertainment                | L'ultimo spettacolo       | 12 aprile 2018    | 12 luglio 2018   |
| 19 | A Dark Knight: To Our Deaths and Beyond            | L'immortale               | 19 aprile 2018    | 19 luglio 2018   |
| 20 | A Dark Knight: That Old Corpse                     | L'inizio della fine       | 3 maggio 2018     | 26 luglio 2018   |
| 21 | A Dark Knight: One Bad Day                         | Una brutta giornata       | 10 maggio 2018    | 2 agosto 2018    |
| 22 | A Dark Knight: No Man' s Land                      | Terra di nessuno          | 17 maggio 2018    | 9 agosto 2018    |

## Pax Pinguina
- Titolo originale: A Dark Knight: Pax Penguina
- Diretto da: Danny Cannon
- Scritto da: John Stephens

### Trama
Tre mesi dopo che il virus di Tetch ha infettato Gotham, l'ordine è stato ristabilito grazie a Oswald, che ha ripreso il controllo della criminalità organizzata; per permetterlo ha indetto, con l'accordo del nuovo sindaco e del commissario di polizia, una licenza da lui consegnata ai criminali che permette loro di compiere furti e rapine senza essere arrestati. Nel frattempo Bruce continua ad operare come vigilante per le strade. Merton e Grady, due criminali in disaccordo con Oswald, mirano a fermarlo e ucciderlo per tornare ad operare indisturbati, perciò si dirigono all'Arkham Asylum e prelevano il giovane Jonathan Crane (il quale ha continue visioni di una figura terrificante che lui vede negli spaventapasseri) in maniera che possa ricreare la formula che induce alla paura del padre Gerald. Cobblepot, nel frattempo, inaugura il suo nuovo locale, l'Iceberg Lounge, che presenta come attrazione Edward congelato, dove Bruce si incontra con Selina, venuta lì con Tabitha per prendere la licenza e dimenticarsi i loro trascorsi con Oswald. Merton e Grady tentano di uccidere Oswald ma vengono fermati da quest'ultimo che intende uccidere i due criminali. Ad un certo punto Ivy, stanca dei comportamenti di Pinguino, spegne le luci del club e Merton approfitta dell'occasione per scappare e spruzzare a Pinguino la tossina della paura che gli mostra un'allucinazione di Edward. Solo Grady riesce a scappare mentre Oswald, dalla paura, si tiene stretto a Gordon. Bruce, dopo essere uscito dal club, si rimette il suo passamontagna e grazie ad una lista con su scritto i nomi di chi ha la licenza, presa da uno degli scagnozzi di Pinguino, trova una gang impegnata in un furto, ma sfortunatamente Bruce per cercare di fermarli viene bloccato dalla polizia. Alla fine Grady torna a casa dove trova Crane con addosso i panni di Spaventapasseri e dopo aver affermato che Jonathan Crane non esiste più, spruzza al criminale la tossina della paura.
- Guest stars: Damian Young (Warden Reed), Anthony Carrigan (Victor Zsasz), Maggie Geha (Ivy Pepper), Charlie Tahan (Jonathan Crane/Spaventapasseri), Michael Maize (Grady), Andrew Sellon (Signor Penn), Michael Buscemi (Merton), Larry Pine (Sindaco Burke).
- Ascolti USA: 3.21 milioni[6]

## Il tristo mietitore
- Titolo originale: A Dark Knight: The Fear Reaper
- Diretto da: Louis Shaw Milito
- Scritto da: Danny Cannon

### Trama
Jonathan Crane si dirige all'Arkham Asylum dove spruzza la tossina della paura sul direttore Reed e su tutti i pazienti, incitandoli a fondersi con le loro fobie per costruire un proprio esercito. Oswald va alla GCPD per confrontarsi con Gordon sul fatto che non abbia ancora catturato Crane e critica l'incompetenza della polizia. Nel frattempo, Selina e Tabitha ricevono un invito da Barbara, ancora viva e con un nuovo carattere molto più calmo. Ella propone loro di lavorare insieme per vendere armi ai criminali con la licenza di Pinguino, il quale accetta l'alleanza. Gordon decide di fermare la rivolta ad Arkham, dove viene affrontato da Crane che vuole vendicare la morte del padre. A villa Wayne Alfred e Bruce ricevono una visita da Lucius Fox il quale, avendo intuito le sue attività notturne, regala al ragazzo una veste speciale della Wayne Enterprises, progettata per i militari. Gordon decide di andare a chiedere aiuto a Falcone per combattere Oswald; Ivy, stanca di essere trascurata da Cobblepot, chiede a Selina e Tabitha di unirsi a loro ma viene respinta malamente. Così si dirige in una profumeria dove assume delle strane sostanze che le mutano il DNA. 
- Guest star: Damian Young (Warden Reed), Maggie Geha (Ivy Pepper), Charlie Than (Jonathan Crane/Spaventapasseri), Micheal Maize (Grady), Anthony Carrigan (Victor Zsasz).
- Ascolti USA: 2.87 milioni[7]

## Il risveglio
- Titolo originale: A Dark Knight: They Who Hide Behind Masks
- Diretto da: Mark Tonderai
- Scritto da: Steven Lilien e Bryan Wynbrandt

### Trama
Arabia, 125 d.C. Un misterioso uomo a cavallo attraversa un campo di battaglia dove giacciono al suolo moltissimi cadaveri. Prende interesse per uno in particolare, che getta in una fonte chiamata Pozzo di Lazzaro riportandolo in vita. Gli dice che è stato scelto da lui per prendere il suo posto di Ra's al Ghul, poi gli cede un pugnale che, un giorno, dovrà passare anche lui ad un erede. Tornando al giorno presente, Bruce investiga al molo per un carico arrivato per Pinguino; un ladro mascherato tenta di rubarlo ma, a causa di Bruce, vengono scoperti entrambi: Bruce viene ferito lievemente al polso ma scappa, lo stesso vale per il ladro che si scopre essere Selina. Intanto Gordon arriva a Miami dove si incontra con Falcone. Lì fa la conoscenza con sua figlia Sofia, una giovane donna molto avvenente; Falcone si rifiuta di seguire il detective nella guerra contro Cobblepot, in quanto è malato di una malattia sconosciuta e gli resta poco da vivere. Gordon resta ancora un poco nella città e fa conoscenza con Sofia; tra i due nasce un'intesa, che si conclude con un bacio su una spiaggia. Nel frattempo, all'Iceberg Lounge, una donna libera Edward dalla sua prigione di ghiaccio, poi porta il giovane al suo appartamento per far scongelare completamente il suo corpo e gli rivela di essere Myrtle Jenkins, una sua "fan" con evidenti problemi mentali. Vorrebbe aiutare Nygma a tornare a essere il "cattivo" più potente di Gotham facendogli da assistente, ma scoprono che la mente di Edward deve avere subito dei danneggiamenti, in quanto non riesce neppure a risolvere degli indovinelli per bambini. Bruce e Alfred, indagando, scoprono che il carico contiene vari manufatti antichi che Pinguino esporrà a un'asta, e che l'oggetto del tentato furto era un pugnale; cercando su un vecchio libro, si imbattono in un'immagine di 2000 anni prima ritraente proprio Ra's al Ghul con in mano l'arma. All'asta, Bruce e Barbara (anche lei interessata al pugnale, difatti aveva mandato Selina a rubarlo), si contendono l'oggetto ma Oswald, non fidandosi di Barbara, fa vincere Bruce, per poi avvertirlo di fare attenzione alla donna in quanto non si sarebbe arresa tanto facilmente. Gordon torna a Gotham, per poi scoprire che Sofia lo ha seguito; quest'ultima, contrariamente a quel che sembrava, si rivela una donna astuta, fredda e calcolatrice, difatti dice al detective di averlo "preso in esame" e che lo avrebbe aiutato. Selina va a Villa Wayne per conto di Barbara e prova a chiedere il pugnale a Bruce, ma il ragazzo rifiuta. Edward riesce a scappare dall'appartamento di Myrtle e vaga confuso per le strade, infuriandosi nel vedere dei manifesti dell'Iceberg Lounge con lui congelato ed esposto. Oswald e Zsasz trovano Jenkins, e il sicario uccide la donna dopo che ha confessato di aver liberato Edward e che la sua mente è danneggiata. Si scopre che è stato Ra's al Ghul a far risorgere Barbara con il suo Pozzo di Lazzaro per usarla come alleata e che il pugnale lo voleva lui; tuttavia si compiace a scoprire che Bruce l'ha ottenuto, poi lui e Barbara si baciano appassionatamente. 
- Guest stars: Anthony Carrigan (Victor Zsasz), John Doman (Carmine Falcone), Ilana Becker (Myrtle Jenkins)
- Ascolti USA: 2.92 milioni

## Il pugnale del destino
- Titolo originale: A Dark Knight: The Demon's Head
- Diretto da: Kenneth Fink
- Scritto da: Benjamin McKenzie

### Trama
Bruce e Alfred portano a far esaminare il pugnale a Niles Winthrop, un antiquario che lavora a un museo; si imbattono anche in suo nipote Alex, poco più piccolo di Bruce. Quella notte, nonno e nipote scoprono che il coltello è appartenuto a una figura ritenuta leggendaria, quella di Ra's al Ghul; poco dopo quest'ultimo in persona si presenta sul posto e uccide Niles, mentre Alex fugge portando con sé il coltello. Il giorno dopo, Gordon si occupa del caso e Bruce, scoprendo la morte dell'antiquario, rivela al detective che Niles stava esaminando il suo pugnale, ambito parecchio anche da Barbara. I due si dirigono dalla donna, la quale nega di sapere qualcosa, ma Bruce capisce che sta mentendo. Gordon è arrabbiato perché sa che il ragazzo gli sta nascondendo diverse informazioni, e Bruce si limita solo a dirgli che Ra's al Ghul era la mente dietro alla Corte dei Gufi; poi riescono a trovare Alex in biblioteca, dove vengono raggiunti da due assassini inviati da Ra's al Ghul per recuperare il pugnale e uccidere Alex. Gordon li intrattiene in tempo, e i due ragazzi scappano. Al GCPD Ra's al Ghul si presenta a Jim come un ufficiale di Nanda Parbat che era interessato al coltello per il suo valore storico, ma arriva anche Alfred che lo riconosce e tenta di aggredirlo; subito dopo l'uomo scompare. Al contempo, Oswald si incontra con Sofia e accetta la sua presenza in città, ma non avrebbe dovuto provare a ostacolarlo o l'avrebbe fatta uccidere. Subito dopo alcuni fedeli di Falcone rimasti a Gotham si presentano dalla donna perché pensano voglia abbattere il Pinguino. Il tutto, però, si rivela un piano di Cobblepot, il quale voleva ritrovare questi ultimi per eliminare la possibile concorrenza. Dopo aver fatto amicizia, Bruce e Alex vanno al museo per recuperare il pugnale nascosto dal secondo, ma vengono attaccati nuovamente dagli assassini. Gordon arriva in tempo e uccide gli uomini, ma poi compare Ra's al Ghul che tiene in ostaggio Alex per farsi consegnare il coltello. Bruce rifiuta capendo che l'avrebbe usato per scopi malvagi e Ra's al Ghul, impressionato, uccide Alex e si lascia arrestare. Edward invia degli indovinelli a Oswald per incontrarsi con lui, ma Cobblepot non riesce a risolverli in quanto sono illogici. Nygma, allora, si presenta all'Iceberg Lounge dove si confronta con Pinguino, che gli rinfaccia di come abbia perso la sua intelligenza. Poi Fries fa per ricongelarlo, ma Oswald cambia idea, capendo che non è più lo stesso pericolo di prima, e che sarebbe stato meglio lasciarlo vivo e umiliato. Sofia si incontra con Gordon per parlare di quanto avvenuto con Oswald, scoprendo che la donna è rimasta fredda e noncurante dall'avvenimento; dopodiché i due si baciano. Ra's al Ghul viene scortato al Blackgate sorridendo, facendo intendere di avere in mente un piano.
- Guest stars: Nathan Darrow (Victor Fries/Mr. Freeze), Anthony Carrigan (Victor Zsasz), Benjamin Stockham (Alex Winthrop), Dakin Matthews (Niles Winthrop), Owen Harn (Assassino), Kelcy Griffin (Harper), Anthony Rodriguez (Anubis)
- Ascolti USA: 2.75 milioni[8]

## Il sentiero dell'oscurità
- Titolo originale: A Dark Knight: The Blade's Path
- Diretto da: Scott White
- Scritto da: Tze Chun

### Trama
Dopo sei mesi di coma, il corpo di Butch viene buttato in una palude al di fuori di Gotham per liberare spazio nell'ospedale. Durante il funerale di Alex, Gordon avverte Alfred che Ra's al Ghul è protetto dall'immunità diplomatica, e uscirà presto dal carcere. Bruce sente la conversazione, e decide di ucciderlo con il pugnale. Nel frattempo, Barbara va a trovare Ra's al Ghul per liberarlo, ma quest'ultimo le dice che è tempo che si separino, poi, prima che la donna se ne vada, gli trasmette un misterioso potere. A causa di alcune sostanze radioattive di Indian Hill mescolate all'acqua della palude, Butch riemerge con la pelle e i capelli sbiancati, un linguaggio limitato, e forza fisica sovraumana. Non ricordando nulla del suo passato, attacca alcuni campeggiatori nei paraggi che lo avevano spaventato con del fuoco, poi si identifica nella filastrocca di Solomon Grundy che sente da un grammofono appartenente agli uomini. Edward cerca di rapinare una farmacia cercando un farmaco che possa farlo tornare come prima, ma viene ferito e fugge, imbattendosi in Butch, che ora pensa di chiamarsi Solomon Grundy. Intanto, Bruce riesce a infiltrarsi al Blackgate per uccidere Ra's al Ghul. All'ultimo momento, però, gli manca il coraggio, ma in quel momento Ra's al Ghul dimostra che ha preso il controllo del penitenziario assieme alla Lega delle Ombre, poi lo porta nei sotterranei della struttura, dove gli rivela che lui è l'unico che possa ucciderlo per porre fine alla maledizione che lo fa vivere ormai da secoli. Bruce dapprima non vuole, ma poi l'uomo minaccia che, se si rifiuta, sarebbe tornato in futuro per massacrargli la famiglia, così il ragazzo lo pugnala in un attacco di rabbia; ciò lo fa invecchiare rapidamente in pochi secondi, fino a diventare un cadavere scheletrico e decadente. Subito dopo viene trovato da Alfred e Gordon, che hanno sconfitto i membri della Lega delle Ombre. Jim riferisce alla GCPD che Ra's al Ghul è semplicemente evaso, mentre Bruce, preso dai rimorsi, decide di abbandonare il vigilantismo, anche se Alfred lo convince a conservare il costume. Intanto, Sofia decide di avvicinarsi a Oswald facendo leva sul suo lato più vulnerabile, quello riguardante la propria madre. Cobblepot è inizialmente sospettoso ma, alla fine, finisce per lasciarsi andare, con i due che si raccontano vicende del passato riguardanti le rispettive madri.
Dopo l'iniziale timore per lui, Edward dice a Butch che, in precedenza, erano grandi amici, e lo conduce in un club di combattimenti clandestini per guadagnare un po' di soldi e trovare un modo per farlo tornare intelligente; la proprietaria di nome Cherry, riferisce loro che devono prima farsi vedere dal medico, che si rivela essere Leslie.
- Guest stars: Marina Benedict (Cherry), Albert M. Chan (farmacista), Kelcy Griffin (Harper), Andrew Sellon (Signor Penn).
- Ascolti USA: 2.75 milioni[9]

## Il giorno del maiale
- Titolo originale: A Dark Knight: Hog Day Afternoon
- Diretto da: Mark Tonderai
- Scritto da: Kim Newton

### Trama
Un uomo indossante il muso di un maiale come maschera comincia a uccidere gli agenti di polizia che fanno da intermediari a Pinguino per distribuire soldi agli altri poliziotti. Deducendo che l'assassino vuole combattere la corruzione con metodi altamente cruenti, Gordon e Bullock trovano l'ultimo bersaglio, ma questi viene ugualmente ucciso, e il duo viene catturato. L'assassino, tenendo il proprio volto celato dalla maschera di maiale, si presenta come "il Professor Pyg" e offre a Gordon di collaborare con lui, ma il detective rifiuta; poi riesce a liberarsi poco prima che Bullock venga ucciso e il killer, per riuscire a fuggire, ferisce il capitano alla gola. In seguito, all'ospedale, Jim rivela all'amico di aver capito che anche lui sta prendendo soldi da Oswald, e gli chiede di smetterla. Intanto, Oswald sospetta delle intenzioni di Sofia e la fa pedinare da Zsasz, concludendo che voglia preparare una guerra contro di lui, ma poi la donna gli rivela che stava solo costruendo un orfanotrofio, per poi perdonarlo. Edward comincia a fare soldi con Butch nel locale da Cherry, e desidererebbe che Lee lo aiutasse a recuperare l'intelligenza, ma la donna si rifiuta in quanto è ancora rancorosa con lui per gli avvenimenti passati. Nygma scopre anche che la dottoressa lavora per Cherry per avere il suo permesso di aprire parallelamente un ambulatorio privato, in quanto ancora presa dai sensi di colpa per quanto avvenuto con il virus di Tetch. Quando scopre di non avere abbastanza farmaci per i malati, Leslie accetta di aiutare Edward in cambio di soldi.
Al contempo, Pyg si è stabilito in una sorta di fattoria fuori città e progetta dei piani su larga scala. 
- Guest stars: Marina Benedict (Cherry), Michael Cerveris (Professor Pyg), Anthony Carrigan (Victori Zsasz), Will Janowitz (Wally Clarke), Kelcy Griifn (Harper), Andrew Sellon (Signor Penn).
- Ascolti USA: 2.87 milioni[10]

## Operazione Narrows
- Titolo originale: A Dark Knight: A Day in the Narrows
- Diretto da: John Behring
- Scritto da: Peter Blake

### Trama
Il professor Pyg ha intenzione di prendere di mira tutto il corpo di polizia, e invia al GCPD svariate teste di maiali per ogni ufficiale, Gordon escluso. Nel frattempo, Bruce è ancora tormentato dall'uccisione di Ra's al Ghul; durante una raccolta fondi, viene avvicinato da un'ex compagna di classe, Grace Blomdahl, che lo invita a passare il tempo con lei e altri vecchi compagni. Poiché i poliziotti morti interessano le attività di Oswald, quest'ultimo si presenta al GCPD per collaborare con la polizia, assieme a Wendell, un sicario momentaneo sostituto di Zsasz, chiamato anche Headhunter; vengono informati che tre ufficiali sono scomparsi nel quartiere di Narrows, uno dei più poveri della città, e la polizia e gli uomini di Cobblepot vanno a indagare. Maltrattando e minacciando i residenti del posto, viene rintracciato un edificio nel quale si trovano due degli scomparsi, uno morto e l'altro gravemente ferito. Fisoli, il poliziotto ferito, dice a Gordon che crede in lui e che Pyg potrebbe trovarsi in un tribunale. Grace conduce Bruce da alcuni amici, tra cui Tommy Elliot (il bullo picchiato dal ragazzo tre anni prima) e Brant Jones. Quest'ultimo in particolare fa commenti offensivi riguardo Bruce e Alfred, ma Bruce riesce a controllare il proprio furore. In seguito vanno a una discoteca, dove Bruce riesce a risaltare, comprando il locale e permettendo l'accesso a tutti tranne Brant. Nel frattempo, Barbara pensa di chiudere l'attività con Selina e Tabitha dopo la morte di Ra's al Ghul; Selina, per fargli cambiare idea, rapina una pericolosa banda di motociclisti ma viene costretta a nascondersi; le due donne intervengono in suo aiuto e, dopo aver ucciso gli uomini, le tre decidono di continuare a collaborare. La polizia e gli uomini di Cobblepot si preparano a irrompere nel tribunale, ma Gordon riceve una chiamata da Pyg che gli rivela che la cosa è tutta una trappola. Jim cerca di convincere Oswald e Bullock ad annullare l'operazione ma i due, pensando a un trucco di Pyg per non farsi catturare, non gli prestano ascolto, anzi lo obbligano a starne fuori. Tuttavia, nell'edificio, Bullock trova l'ufficiale superstite travestita da Pyg e le spara scambiandola per il criminale; subito dopo si attiva una mitragliatrice che uccide molti poliziotti, finché Gordon non entra e distrugge l'arma. Successivamente, Gordon viene ringraziato e applaudito dalla GCPD e i media per il suo atto eroico, rovinando la figura di Oswald che comunque davanti alle telecamere dà tutta la colpa a Bullock. Gordon viene contattato nuovamente da Pyg che si rivela essere Fisoli travestito, che lo informa di avere altri piani in mente. In un attacco di rabbia, Cobblepot accoltella Wendell per un suo commento; Bruce, alla festa, bacia Grace e riesce per la prima volta a divertirsi e far baldoria. Al GCPD Gordon si accorge che le licenze non saranno più accettate avendo finalmente dato il buon esempio ai suoi colleghi, anche se Bullock, che prova solo vergogna per il pessimo modo in cui ha gestito la faccenda al contrario di Gordon che ha dato prova di essere un eroe, si comporta con lui in maniera distante.
- Guest stars: Michael Cerveris (Lazlo Valentin/Professor Pyg), Kelcy Griffin (Harper), Kyle Vincent Terry (Wendell/Headhunter), Tommy Nelson (Brant Jones), Samia Finnerty (Grace Blomdahl), Gordon Winarick (Tommy Elliot)
- Ascolti USA: 2.75 milioni[11]

## Cambi al vertice
- Titolo originale: A Dark Knight: Stop Hitting Yourself
- Diretto da: Rob Bailey
- Scritto da: Charlie Huston

### Trama
Edward inizia a deridere Cobblepot al club di lotta dei Narrows, con Butch che gli dà una mano; tuttavia, quest'ultimo comincia a anche a ricordare frammenti del suo passato, in particolare Tabitha. Il sindaco Burke offre a Gordon la carica di capitano del GCPD, in quanto Bullock non viene più considerato all'altezza avendo condotto i poliziotti in una trappola e ascoltato i consigli di Pinguino; Jim non ne è convinto, ma il sindaco lo invita ad accettare, in quanto, se si fosse assunto qualcun altro, sarebbe stato sicuramente dalla parte di Cobblepot. Scoprendo che Edward lo sta prendendo in giro, Oswald invia Barbara, Tabitha e Selina (per un debito di denaro) al club di lotta affinché lo rapiscano, e dà ordine a Bridgit di finire il lavoro in caso falliscano. Giunte sul posto, Barbara e Tabitha restano sconvolte nell'apprendere la nuova forma di Butch. Mentre Barbara si confronta con Leslie e Tabitha cerca di ricongiungersi con Butch, Selina rapisce Edward ma, in quel momento, Butch e Leslie lo scoprono. La cosa rischia di degenerare in una rissa, ma Selina propone di fare un combattimento per far aggiudicare Edward al vincitore. Intanto, visitando l'orfanotrofio, Oswald si accorge di un bambino muto di nome Martin, bullizzato da alcuni ragazzi più grandi, e gli insegna come fare per vendicarsi dei suoi persecutori. Sofia si incontra con Gordon, facendo intendere di essere stata lei, con la sua influenza, a fargli ottenere la carica di capitano. Tabitha e Butch danno inizio alla lotta, e quest'ultimo ricorda nuovamente, venendo messo al tappeto da Tabitha. In seguito, Selina e Barbara vogliono andarsene con Edward, ma Tabitha non vuole abbandonare Butch; in quel momento arriva anche Bridgit per il presunto scadere del tempo (dimostrando anche disprezzo per il luogo in cui è cresciuta) ma viene messa fuori gioco da Leslie. Quest'ultima rivela anche che Cherry ha sempre fatto la spia per Pinguino, e Barbara la uccide, per poi scappare con Selina e Tabitha. Bullock chiede a Gordon di venire a una cerimonia per i poliziotti feriti nella trappola di Pyg, dove il capitano dovrebbe consegnare loro i proiettili che li hanno colpiti. Tuttavia Harvey, per mancanza di coraggio di dare il proiettile alla poliziotta da lui ferita, finisce per non presentarsi, lasciando l'incarico a Jim. Quest'ultimo, in seguito, ha una discussione con Bullock per non essersi preso le sue responsabilità, e decide di firmare il foglio per diventare capitano. Bullock capisce che ha ottenuto l'incarico grazie a qualcuno (pur non sapendo nulla di Sofia) e lo avverte in quanto avrebbe dovuto ripagare quel debito, prima o poi. Oswald si infuria nel sapere che il rapimento di Edward è fallito e che Gordon è stato promosso a capitano senza il suo consenso, e inizia a sospettare che Sofia non sia la vera amica che dice di essere. Ai Narrows, mentre Leslie cura Butch, Edward le spiega che tutti gli abitanti del posto si aspettano che sia ora lei la nuova leader, in quanto si è sempre preoccupata per loro, e la donna accetta. Gordon va da Sofia, avendo capito che non è un bene averla come alleata, e tronca la loro alleanza, dicendole anche di andarsene da Gotham; tuttavia la donna rifiuta, in quanto vuole riconsolidare il potere dei Falcone sulla città.
- Guest stars: Camila Perez (Bridgit Pike/Firefly), Marina Benedict (Cherry), Larry Pine (Sindanco Burke), Christopher Convery (Martin), Andrew Sellon (Signor Penn).
- Ascolti USA: 2.70 milioni

## Una modesta proposta
- Titolo originale: A Dark Knight: Let Them Eat Pie
- Diretto da: Nathan Hope
- Scritto da: Iturri Sosa

### Trama
Il professor Pyg rapisce e uccide alcuni senzatetto, per poi rimuovere parti dei loro corpi. Oswald è arrabbiato in quanto non riesce a scoprire chi abbia convinto il sindaco a eleggere Gordon capitano del GCPD; sospettando di Sofia, chiede a Martin di tenerla d'occhio per suo conto. Nel frattempo, Alfred rimprovera Bruce in quanto non fa altro che uscire a fare baldoria con i suoi amici, e gli ricorda che è l'anniversario annuale in cui saliva su una collina con suo padre. Lucius dà informazioni a Gordon sui cadaveri dei senzatetto ritrovati privi di alcune parti, così Jim e la detective Harper vanno a indagare in una fabbrica di carta ormai chiusa. Lì si imbattono in Pyg il quale, però, riesce a scappare portandosi dietro Harper come ostaggio. Quella sera, Sofia partecipa a una serata di beneficenza per l'orfanotrofio assieme a Oswald, e il criminale si presenta mascherato da chef, preparando dei pasticci con la carne dei senzatetto. Gordon, capendo le sue intenzioni, si dirige sul posto, ma viene messo fuori combattimento e rinchiuso assieme ad Harper. Nel frattempo, Pyg presenta all'élite di Gotham, compresi Oswald e Sofia, i suoi pasticci, spiegando anche cosa contengono; poi minaccia di uccidere Martin se ciascuno non avesse mangiato il proprio. Oswald uccide uno dei presenti che aveva proposto di lasciar uccidere il bambino, e costringe anche gli altri e sé stesso a mangiare il cibo servito, finché non interviene Gordon, liberatosi grazie ad Harper, che combatte e sconfigge Pyg. Il criminale viene mandato all'Arkham Asylum, e Gordon viene elogiato come un eroe. Bruce e Alfred fanno il giro in collina, e Alfred racconta al ragazzo come abbia conosciuto e salvato la vita di suo padre; Bruce reagisce malamente, prendendo di nascosto la macchina e tornando a casa, per poi dare una festa con gli amici. Al ritorno del maggiordomo, i due hanno un diverbio, in quanto Bruce sostiene che, nonostante abbia vendicato i suoi genitori uccidendo Ra's al Ghul, non è cambiato nulla, e intima ad Alfred di smetterla di comportarsi come suo padre. Sofia ammette ad Oswald di essere stata lei a far eleggere Gordon capitano e a far sparire il sindaco; Oswald, però, la perdona, soprattutto perché, assieme a lui, è stata l'unica a mangiare i pasticci di Pyg per salvare Martin e non perché obbligata; accetta anche di eliminare le licenze, ma Gordon non potrà restare capitano. Quella notte, Jim e Sofia si incontrano e discorrono, fino a quando la donna lo bacia. Martin assiste di nascosto e, poco dopo, lo riferisce a Oswald. Quest'ultimo, con le lacrime agli occhi per l'ennesimo tradimento, afferma che Sofia avrebbe pagato.
- Guest stars: Michael Cerveris (Professor Pyg), Christopher Convery (Martin), Gordon Winarick (Tommy Elliot), Andrew Sellon (Signor Penn).
- Ascolti USA: 2.62 milioni

## Regolamento di conti
- Titolo originale: A Dark Knight: Things That Go Boom
- Diretto da:Louis Shaw Milito
- Scritto da: Steven Lilien e Bryan Wynbrandt

### Trama
All'Arkham Asylum, Pyg ha una rissa con un altro detenuto, finendo per ucciderlo. Esaminando una sua foto a raggi X, Gordon e Lucius scoprono che Pyg ha subito numerosi interventi facciali, pertanto la sua vera identità non è individuabile. Sofia, dopo un incontro con Gordon che la respinge nuovamente, torna a casa dove viene affrontata da Oswald che ha scoperto i suoi veri intenti. La donna getta la maschera e Cobblepot la lascia a un torturatore per ucciderla; Sofia minaccia il torturatore per farsi liberare e fa per andarsene, ma viene rapita da Barbara, Tabitha e Selina. Gordon fa visita a Pyg ad Arkham e riesce a far leva sulla sua mania di protagonismo, scoprendo così che parla con un accento del sud. Barbara cerca di trattare con Oswald per riavere indietro Sofia e Pinguino sembra accettare, poi, però, manda Zsasz a far esplodere la sua sede con un bazooka. La donna, nel frattempo, sceglie di allearsi con Sofia assieme a Tabitha e Selina, poi riescono a scappare in tempo; Sofia si dirige al GCPD per raccontare a Gordon che Oswald vuole ucciderla, e gli chiede di mandargli contro la polizia, così Jim capisce che il suo intento fin dall'inizio era quello di far scatenare una guerra tra Cobblepot e il GCPD. Gordon, così, va da Oswald e fanno un accordo, ovvero che Sofia sarebbe stata mandata via da Gotham, e Pinguino avrebbe potuto governare senza problemi, seppur senza più licenze. Intanto, Oswald si arrabbia con Martin in quanto è saltato fuori che Sofia lo aveva convinto a raccontare del bacio suo e di Jim a Cobblepot; però, quando Oswald sta per perdonarlo, scopre che il bambino è stato rapito. Zsasz intercetta il treno di Sofia e scopre che l'ha fatto rapire da Tabitha, Barbara e Selina per farsi rilasciare. Le quattro hanno un incontro con Cobblepot, per barattare la vita di Martin per l'impero di Oswald, il quale accetta di arrendersi. Poi fa salire il bambino su un'auto, che però fa esplodere, per liberarsi da ogni debolezza. La cosa da' inizio a una guerra tra Pinguino e Sofia, che già inizia a progettare un contrattacco. Nel frattempo, Leslie comincia a gestire i Narrows con l'aiuto di Edward e Solomon Grundy, ma deve fare i conti con un malavitoso che vuole rubarle il potere, e che riesce a sconfiggere con l'astuzia piuttosto che con la forza bruta. In seguito, Leslie rivela a Edward che il suo cervello non ha alcun danno fisico, ma solo psicologico, e che non glielo ha detto per far sì che tornasse l'Edward Nygma di prima, suo amico, invece dell'Enigmista; tuttavia, subito dopo, Edward torna a essere tormentato da visioni del suo alter ego cattivo. Si scopre che la morte di Martin è stata solo una finta, affinché potessero iniziare i combattimenti contro Sofia; poi Oswald invia Zsasz a scortare il bambino fuori città per la sua sicurezza, e i due si salutano con un abbraccio. Lucius dice a Gordon che alcune ricerche hanno dimostrato che Pyg è in realtà Lazlo Valentin, un serial killer del Sud; Jim torna all'Arkham, ma scopre che Pyg è riuscito a evadere, uccidendo una guardia e lasciandogli un messaggio.
- Guest stars: Michael Cerveris (Professor Pyg/Lazlo Valentin), Anthony Carrigan (Victor Zsasz), Cristopher Convery (Martin), Stu "Large" Riley (Sampson).
- Ascolti USA: 2.59 milioni

## Regina di Gotham
- Titolo originale: A Dark Knight: Queen Takes Knight
- Diretto da: Danny Cannon
- Scritto da: John Stephens

### Trama
Mentre Pyg lascia un'altra traccia di sé al GCPD, Sofia continua la sua guerra contro Cobblepot; riceve una chiamata da Falcone che la rimprovera aspramente in quanto ha scoperto la sua relazione con Gordon, assassino del fratello Mario. Dopodiché, Carmine stringe un accordo con Oswald per andarsene con la figlia dalla città, senza dare più problemi. Gordon va a trovare i due prima che partano ma, in quel momento, arriva un furgone con sopra alcuni uomini, i quali aprono fuoco: nella sparatoria Carmine resta ucciso, mentre Sofia viene ferita allo stomaco. Successivamente, tutti sospettano che sia stato Pinguino ad architettare l'omicidio del vecchio boss e di sua figlia, nonostante il giovane neghi con decisione ogni accusa. Bullock fa visita a Gordon e gli dice che, se vuole che Gotham diventi ancora più pacifica, deve arrestare Cobblepot. Sofia, così, racconta a Gordon dell' "omicidio" di Martin; Oswald tenta di spiegare la verità, ma l'unico a sapere dove il bambino sia stato portato è Zsasz il quale (provando rancore per il capo in quanto convinto che abbia fatto uccidere lui Falcone) mente, affermando che Martin sia effettivamente morto nell'esplosione: pertanto, Oswald viene arrestato. Successivamente, Sofia consegna a Barbara, Selina e Tabitha l'Iceberg Lounge. Gordon si incontra con Sofia per parlare di cosa ne sarebbe stato ora del regno della malavita, ma il poliziotto si trova mirato dal professor Pyg; Sofia spiega così di aver condotto lei Valentin in città, di aver orchestrato la morte di Carmine e di essersi finta ferita per non destar sospetti. Poi uccide Pyg, incastrando Gordon per l'omicidio, dando al poliziotto la possibilità di scegliere: raccontare la verità al GCPD e far regnare il caos su Gotham o prendersi la responsabilità e venir acclamato con un falso merito di eroe. Gordon sceglie la seconda opzione, pur sapendo che così convivrà con i terribili sensi di colpa di ciò che ha causato per il GCPD portando Sofia in città, ovvero la morte di tutti coloro che sarebbero rimasti vivi con la Pax Pinguina, quando era l'unico a cui non andava a genio; Gordon capisce che lei ha fatto tutto questo per vendicare la morte di Mario. Intanto, il comportamento di Bruce diventa sempre più sbandato e, durante un diverbio fisico con Alfred, che vorrebbe portarlo in Svizzera per farlo calmare, il maggiordomo lo colpisce accidentalmente al volto, così Bruce, furibondo, gli toglie la custodia su di lui e lo licenzia, minacciando di denunciarlo alla polizia per violenza nei suoi confronti se non se ne fosse andato. Mentre Edward viene perseguitato dalla sua controparte cattiva dell'Enigmista, che gli fa rivelare di avere una cotta per Leslie, Tabitha rapisce Butch e cerca di fargli ricordare il suo passato, picchiandolo nella speranza che possa essergli d'aiuto. Alla fine la donna si arrende e se ne va, ma poco dopo l'uomo si sveglia e sembra aver recuperato la memoria. Gordon torna al GCPD e scopre che Bullock ha lasciato definitivamente il lavoro di poliziotto; all'Arkham Asylum, Oswald, furibondo, giura vendetta nella cella in cui è stato rinchiuso, quando viene chiamato dal detenuto nella stanza vicina, che gli offre il suo aiuto: tale persona è Jerome Valeska. 
- Guest stars: John Doman (Carmine Falcone), Cameron Monaghan (Jerome Valeska), Anthony Carrigan (Victor Zsasz), Michael Cerveris (Professor Pyg/Lazlo Valentin), Andrew Sellon (Signor Penn).
- Ascolti USA: 2.53 milioni

## Specchio in frantumi
- Titolo originale: A Dark Knight: Pieces of a Broken Mirror
- Diretto da: Hanelle M. Culpepper
- Scritto da: Danny Canon

### Trama
Durante una riunione ai Narrows, Leslie cerca di porre un freno alle divergenze tra i membri del quartiere, ma viene attaccata da un aeroplanino giocattolo con una bomba a bordo. Butch riesce a colpire all'ultimo il giocattolo, limitando notevolmente i danni. Gordon, ai Narrows per avere notizie di Bullock, soccorre gli abitanti del quartiere che hanno rischiato di rimanere feriti nell'esplosione, aiutato da Alfred, che si è trasferito a vivere lì dopo esser stato licenziato da Bruce. Alfred si guadagna la stima degli abitanti del quartiere per il coraggio dimostrato, mentre Gordon, indagando sull'attentato, rivede Leslie scoprendo che è lei il capo del quartiere, aiutata da Edward. Gordon e Fox capiscono che l'aeroplano giocattolo è stato costruito in un negozio di giocattoli di proprietà del giocattolaio Griffin Krank, che scappa dopo aver usato come diversivo alcune armi-giocattolo. Edward, ai Narrows, lo riconosce e lo insegue per fermarlo, ma l'uomo afferma che era stato proprio lui ad assoldarlo per uccidere Leslie, presentandosi come l'Enigmista. Sconvolto, Edward capisce che sta nuovamente faticando a tenere a bada la propria controparte malvagia. In quel momento Gordon arriva e, credendo che Krank stia aggredendo Edward, gli spara, uccidendolo; dopodiché Nygma mente, addossando al solo Krank l'idea di organizzare l'omicidio di Leslie. Bruce si reca al night club di Barbara, Tabitha e Selina; quest'ultima quando vede il giovane Wayne divertirsi con tanta superficialità, mostrando arroganza e nessun pentimento per aver licenziato Alfred, fatica a riconoscere il suo vecchio amico. Ivy, dopo aver assunto le sostanze che le avevano mutato il DNA, viene trovata da un gruppo di drogati mentre esce da una sorta di bozzolo nel quale era stata chiusa per tutto quel tempo; la ragazza, dopo aver ucciso uno dei ragazzi, scopre di avere un nuovo aspetto fisico e di essere in possesso di nuovi e incredibili poteri: uccidere le persone graffiandole facendo crescere nel loro corpo dell'edera velenosa. Selina pedina Ivy dopo che era venuta al suo night club (avendola riconosciuta) e Ivy le mostra i suoi nuovi poteri come se volesse ucciderla, salvo poi guarirla con un antidoto, offrendole la possibilità di conquistare Gotham al suo fianco. Butch recupera i suoi ricordi e va a trovare Tabitha, di cui è ancora innamorato pur sapendo che lei non lo ricambia. Alfred fa amicizia con Tiffany, un'affascinante cameriera di un diner e, quando scopre che è maltrattata dal fidanzato Gil, lo minaccia molto violentemente. Poco dopo Tiffany viene trovata morta per troppe percosse subite e Alfred viene incastrato. Furibondo, l'ex maggiordomo sfugge alla custodia della polizia e trovati Gil e i suoi amici in un bar li affronta furioso; mentre sta per avere la peggio interviene Bullock, che lavora proprio in quel bar. Gil viene arrestato come giusto colpevole e Gordon prova a convincere Bullock a tornare a lavorare in polizia, ma lui afferma di non sentire la mancanza dell'amico sottolineando la sua arroganza che lo ha sempre spinto a non ascoltare i suoi consigli mettendosi poi nei guai, diventando poi l'amante di Sofia che lo ha manipolato spudoratamente solo per abbattere Oswald. Tra l'altro Bullock ha capito che Gordon ha fatto qualcosa di sbagliato e che lo rivuole in polizia solo affinché possa rivelargli la sua colpa e alleggerirsi, ma questa volta Bullock preferisce mettere le distanze da lui.
- Guest stars: Peyton List (Ivy Pepper), Kelcy Griffin (Harper), Thomas Lyons (Griffin Krank), Chris Perfetti (Cosmo Krank), Caissie Levy (Tiffany), Matthew C. Flynn (Gil)
- Ascolti USA: 2.57 milioni

## Una bellissima oscurità
- Titolo originale: A Dark Knight: A Beautiful Darkness
- Diretto da: John Stephens
- Scritto da: Tze Chun

### Trama
Ivy e Selina si introducono nell'appartamento di un dipendente della Wayne Enterprises, apparentemente per rubare nella casa; in realtà Ivy sta investigando sul misterioso "Progetto M", condotto dalla Wayne Enterprises e che pare compia numerosi esperimenti sulle piante. Ivy riesce a ottenere una valigetta e uccide brutalmente il dipendente della Wayne Enterprises, graffiandolo al collo e facendogli crescere piante nel corpo dinanzi alla sua famiglia. Selina, incredula e inorridita dal cambiamento dell'amica, decide di abbandonarla. Ivy va a casa di Bruce e, poiché è indirettamente il responsabile del progetto, lo avvelena lievemente, affinché muoia lentamente e dolorosamente. Subito dopo la ragazza va al GCPD, ipnotizza tutti con il suo profumo e rapisce Lucius, a conoscenza dell'ubicazione del laboratorio in cui si svolgono gli esperimenti. Gordon, nel frattempo, va alla ricerca di Selina in quanto dei testimoni l'avevano riconosciuta sul luogo del delitto in cui è morto il dipendente della Wayne Enterprises, e Selina si trova costretta a raccontargli della trasformazione di Ivy; Gordon la porta al GCPD e scopre che Ivy è stata lì, dopodiché i poliziotti ipnotizzati cercano di aggredirli, ma Selina riesce a scappare, mentre Gordon scopre dove sono andati Lucius e Ivy. I due, intanto, sono giunti sul posto, e la ragazza scopre che gli esperimenti sono fatti con dell'acqua presa dal Pozzo di Lazzaro; riesce a prenderne una dose e a sfuggire a Gordon, liberando Fox e dandogli una provetta contenente l'antidoto per salvare Bruce. Il ragazzo, nel frattempo, mentre agonizza ha numerose allucinazioni nella quale vede molti suoi conoscenti (tra cui Gordon, Bullock, Leslie, Oswald, Selina, Barbara e Alfred) comportarsi e vestirsi in modo molto strano, poi vede anche una figura nera e misteriosa che dice di essere lui e che lo porta sul luogo dove sono stati uccisi i suoi genitori dicendo di essere nato lì. Quando Gordon e Lucius lo curano, Bruce racconta a Gordon ciò che ha visto e afferma di credere che quello fosse il suo futuro. Intanto, ad Arkham, Oswald soffre di depressione da sei settimane e non tenta di fare nulla per uscire da quella situazione, in quanto sa che Sofia tiene in ostaggio Martin e gli farà del male se cercherà di fuggire. Jerome, annoiato da ciò, lo prende di mira, facendolo pestare dagli altri detenuti e umiliandolo a più riprese. Oswald riceve anche una visita di Edward che sembra essere lì solo per deriderlo, ma poi gli lascia uno strano messaggio in forma di indovinello e Cobblepot reagisce gioioso alla notizia, in quanto convinto che "lui" ci sia ancora e lo aiuterà a fuggire. Dopodiché riesce a imporsi su Jerome, il quale ottiene ciò che voleva. Oswald chiede a Jerome come mai, nonostante tenga in pugno l'intero Arkham, guardie comprese, non tenti di scappare, e Valeska risponde che sta solo aspettando il momento giusto per poi trasformare il mondo intero in un manicomio. Propone anche a Cobblepot di collaborare, ma il ragazzo rifiuta, nonostante Jerome crede che finirà per cambiare idea, in quanto "lo fanno tutti"; dopodiché, Cobblepot manda una lettera indirizzata a Edward. Sofia minaccia Gordon di rendere pubblica la verità sul loro coinvolgimento con Pyg se non le concede la libertà a esercitare la criminalità organizzata, ma il poliziotto le fa tenere presente che non può usare contro di lui la faccenda di Pyg in quanto anche la stessa Sofia finirebbe col compromettersi; Sofia capisce che ha ragione ma fa capire a Gordon che può trovare altri modi per ferirlo, infatti invita a casa sua la cognata, Leslie, probabilmente per usare contro Jim la donna di cui è ancora innamorato. Ivy termina di preparare una strana sostanza mischiando l'acqua del Pozzo di Lazzaro con il proprio sangue, dalla quale crea un fiore che uccide all'istante chiunque entri in contatto con i suoi pollini.
- Guest stars: Cameron Monaghan (Jerome Valeska), Peyton List (Ivy Pepper), Kelcy Griffin (Harper).
- Ascolti USA: 2.41 milioni

## Riunione
- Titolo originale: A Dark Knight: Reunion
- Diretto da: Annabelle K. Frost
- Scritto da: Peter Blake

### Trama
Edward è sempre più esasperato dalla sua controparte dell'Enigmista, che pensa di uccidere Leslie per ottenere il pieno controllo; Nygma lo tiene a bada grazie ad alcune medicine ma, faticando sempre di più, si dispera al punto di cercare di uccidersi. L'Enigmista, allora, gli propone di farsi invece ricoverare all'Arkham Asylum; giunto lì, Edward si imbatte in Oswald, che ha mandato appositamente un messaggio in codice per l'Enigmista dentro la lettera inviata al giovane. Dopodiché pronuncia per la prima volta il nome dell'Enigmista, che prende il controllo di Edward, e si riconcilia con Oswald. Nel frattempo, Ivy medita di sterminare la popolazione di Gotham, iniziando da Bullock, che anni prima aveva ucciso suo padre e Gordon convince l'ex partner ad aiutarlo. Bruce, intanto, cerca di riconciliarsi sia con Alfred che con Selina, ma viene respinto malamente da entrambi che non lo perdonano per i suoi comportamenti. Ivy prende di mira un'annuale cena dei fondatori della Wayne Enterprises; la cosa degenera in una sparatoria con il GCPD, mentre Bruce si maschera e salva Alfred, che poi lo incita ad aiutare gli altri ospiti. Durante il caos, Bruce viene intercettato da Gordon che tenta di sparargli e poi lo insegue, credendolo uno dei criminali, ma il ragazzo riesce a sfuggirgli. Dopodiché, a Villa Wayne, il ragazzo riesce a riappacificarsi con il maggiordomo, che accetta di restare. Selina decide di fermare Ivy, finendo per ingaggiare un combattimento con lei, nella quale distrugge l'ultima dose dell'acqua di Lazzaro con cui la ragazza creava i fiori letali. Le due potrebbero uccidersi a vicenda ma Selina decide di risparmiare l'ex amica e Ivy sceglie di fare lo stesso, pur chiedendole di non interferire più con i suoi piani. Intanto, Sofia chiede a Leslie una parte dei beni dei Narrows, sapendo che non avrebbe potuto accontentarla per il conseguente impoverimento di numerose famiglie; capendo che Sofia vuole mirarla per poter piegare Gordon, Leslie cerca di offrirle alcuni segreti riguardo al poliziotto come compromesso, ma Sofia le rompe brutalmente una mano con un martello e la sbatte in strada, facendo prendere il suo posto di regina dei Narrows a Sampson. Gordon viene informato che Leslie è ricoverata all'ospedale e intuisce chi sia il colpevole; al GCPD racconta a Bullock la verità su Pyg e gli chiede il suo aiuto per distruggere Sofia.
- Guest stars: Peyton List (Ivy Pepper), JW Cortes (Alvarez), Stu, "Large" Riley (Sampson).
- Ascolti USA: 2.55 milioni

## Sete di vendetta
- Titolo originale: A Dark Knight: The Sinking Ship The Grand Applause
- Diretto da: Nick Copus
- Scritto da: Seth Boston

### Trama
Edward salva Martin e lo porta in un posto sicuro, affinché Sofia non possa più tenere Oswald sotto scacco. Indagando su un modo per abbattere Falcone, Gordon e Bullock, ora tornati al GCPD, scoprono che lavorava per lei, come spia, il signor Penn, contabile di Cobblepot, motivo per cui la donna era sempre un passo avanti al rivale. Bullock va ad Arkham per interrogare Oswald ma in quel momento giungono sul posto Zsasz e Wendell, mandati da Sofia per uccidere Cobblepot una volta saputo della liberazione di Martin. Mentre Bullock tiene a bada i criminali, Edward arriva e fa evadere Oswald. Leslie, nel frattempo, assiste impotente alla brutale maniera con cui Sampson dirige i Narrows e, quando Oswald e Edward la raggiungono, i tre decidono di allearsi per abbattere Sofia. Nygma va in cerca di Grundy per farsi aiutare, ignaro del fatto che sia tornato a essere Butch, il quale lo attacca e rapisce, portandolo da Tabitha per farlo uccidere e promettendo alla donna di tornare come prima. Barbara decide di mandare Edward a Sofia, affinché si faccia rivelare dove sia Oswald per poi eliminarlo. Intanto Cobblepot, temendo che Nygma gli abbia voltato le spalle, esce dal nascondiglio in cui si trovavano, nonostante gli avvertimenti di Leslie e si imbatte in Gordon e Bullock; il primo lo persuade a farsi aiutare e così svela ai detective un possibile luogo in cui potrebbe trovarsi Penn. Poi, mentre Bullock cerca di arrestare Cobblepot, sopraggiungono Zsasz e Headhunter, che scoprono che i poliziotti stanno cercando il contabile. Nella sparatoria che ne segue, Leslie salva Oswald, mentre i sicari devono fuggire. Leslie e Oswald decidono di mettere in pratica un estremo piano di Edward: far congelare Oswald in un blocco di ghiaccio da Fries e poi consegnarlo a Sofia con un timer, cosicché possa sciogliersi dopo un tempo prestabilito ed eliminare la donna. Nel frattempo, Selina chiede aiuto a Bruce per riprendere i gioielli rubati al lavoratore della Wayne Enterprises ucciso da Ivy, che aveva venduto, in quanto presa dai sensi di colpa per non aver fatto nulla per impedire l'accaduto; dopo che l'impresa riesce, i due si riappacificano. Sofia tortura violentemente Edward per farsi rivelare la posizione di Oswald ma Nygma, nonostante la sofferenza, si rifiuta di dirlo, se non sotto forma di indovinelli, che la donna non riesce a risolvere. Quando Oswald viene consegnato da Fries, Sofia dà l'ordine di uccidere Edward al molo, poi si dirige da Gordon e Bullock, che hanno trovato l'ubicazione di Penn. Bullock riesce a scappare con il contabile, ma Gordon resta ferito e in balia di Sofia; la donna fa per ucciderlo, ma in quel momento sopraggiunge Leslie (informata da Oswald, che si è scongelato e fatto dire dove si era diretta) che spara alla donna due volte, poi mantiene in vita Gordon fino all'arrivo dei soccorsi. Edward sta per essere ucciso quando arriva Oswald che lo salva in tempo, e confessa all'amico di non aver inseguito Sofia con Leslie perché non sarebbe riuscito a salvarlo. Gordon si risveglia e scopre che Sofia è in coma, poi dice a Bullock di voler confessare il suo coinvolgimento con Falcone e Pyg, ma Bullock gli intima di sacrificarsi per il bene di Gotham convivendo con i suoi tormenti, come lui. Leslie torna a regnare sui Narrows, vendicandosi violentemente su Sampson. Intanto Barbara è afflitta da forti e violente emicranie, quando si accorge che uno strano potere si sta manifestando in lei; subito dopo assiste, sconvolta, ad alcune visioni di Ra's al Ghul.
- Guest stars: Anthony Carrigan (Victor Zsasz), Nathan Darrow (Victor Fries/ Mr. Freeze), Cristopher Convery (Martin), Andrew Sellon (Signor Penn), Kyle Vincent Terry (Wendell/Headhunter).
- Ascolti USA: 2.47 milioni

## Il gioco delle tre zuppe
- Titolo originale: A Dark Knight: One of My Three Soups
- Diretto da: Ben McKenzie
- Scritto da: Charlie Huston

### Trama
Jerome, Tetch e Crane riescono a evadere dall'Arkham Asylum, assieme a numerosi altri pericolosi detenuti. Tetch informa Gordon di voler vendicare la morte della sorella Alice, a sua detta per colpa del poliziotto, mettendo Gotham in una situazione impossibile. Difatti ipnotizza centinaia di cittadini e li fa salire sui tetti: a mezzanotte si suicideranno saltando giù e accadrà lo stesso se qualcuno tenterà di recuperarli. Gordon intuisce che il criminale abbia preso il controllo di una stazione radio e Bullock riesce a trovarla, ma a causa di ciò viene ipnotizzato anche lui. Gordon giunge sul posto ma Tetch, prima di essere fermato, ordina ai cittadini di saltare se verrà intimato loro di fermarsi, dopodiché lascia la parola a Gordon; perse le speranze, il capitano chiede a tutti di salvarsi tra loro; la cosa funziona e tutti sono salvi, mentre Tetch viene arrestato nuovamente. Nel frattempo, Bruce decide di fermare Jerome in quanto si sente responsabile per il giovane criminale, avendolo lasciato in vita l'anno prima quando lo ha catturato. Facendosi aiutare da Selina, che si sente in debito con lui, recupera dei documenti sul criminale al dipartimento di polizia, apprendendo che ha uno zio che vive a Gotham e gestisce una tavola calda. Jerome, infatti, si è diretto proprio lì; tuttavia il parente, che aveva picchiato e abusato di lui molte volte da giovane, lo aspettava con un possente scagnozzo. Dopodiché tortura il nipote e cerca di farlo uccidere, quando arriva Bruce che gli chiede di consegnarlo alla polizia. Nella baraonda che ne segue, Jerome riesce a farsi dire dallo zio l'ubicazione di una certa persona, per poi ucciderlo; poi sceglie di lasciare che lo scagnozzo uccida Bruce, poiché quest'ultimo gli aveva chiesto di non eliminare l'uomo. Arriva poi Selina, che libera il ragazzo e tenta di assassinare Jerome, ma Bruce la ferma in tempo, mentre Jerome riesce a scappare. Intanto, Barbara decide di lasciarsi andare ai ricordi che cercavano di uscire in lei attraverso le emicranie: scopre così come Ra's al Ghul l'aveva fatta risorgere per prendere il suo posto come Testa del Demone, leader della Lega delle Ombre. Dopo aver chiamato i membri, questi ultimi si rivelano scettici in quanto una donna non è mai stata al comando della setta; tuttavia i membri donne, ovvero le "Sorelle della Lega", uccidono tutti quelli che si opponevano a Barbara, per poi giurare fedeltà a lei. Gordon si scusa con Bullock per averlo giudicato sempre male, specialmente perché lui meriterebbe di finire in prigione per il suo coinvolgimento con Sofia e Pyg. Nonostante Bullock sia d'accordo aggiunge però che se Gordon ora fosse in prigione per quello che ha fatto non avrebbe salvato tutta quella gente da Tetch. I due amici alla fine fanno pace e Gordon comprende semplicemente che alla GCPD non esistono gli eroi. Jerome e Crane intercettano il bus incaricato di riportare Tetch ad Arkham e lo liberano; si scopre che il piano di Jervis era solo una copertura, dopodiché il trio si dirige a St. Ignatius, il luogo che Jerome ha estorto a suo zio; Bruce chiama Gordon per avvertirlo di ciò, dopodiché si lancia al suo inseguimento, chiedendo al capitano di incontrarsi lì.
- Guest star: Cameron Monaghan (Jerome Valeska), Benedict Samuel (Jervis Tetch), David W. Thompson (Jonathan Crane/Spaventapasseri), Kelcy Griffin (Detective Harper), John Treacy Egan (Zachary Trumble), Shiva Kalaiselvan (Leila).
- Ascolti USA: 2.39 milioni

## Gemellanza
- Titolo originale: A Dark Knight: Mandatory Brunch Meeting
- Diretto da: Maja Vrvilo
- Scritto da: Steven Lilien e Bryan Wynbrandt

### Trama
Jerome si incontra con Crane, Tetch, Oswald, Bridgit Pike e Victor Fries e li informa del suo piano di far impazzire Gotham, con la loro collaborazione. Nel frattempo Bruce va a St. Ignatius, seguito da Gordon e Bullock e scopre che Jerome ha ottenuto delle informazioni riguardo ad un ex bambino prodigio, Xander Wilde, che ha terminato gli studi dieci anni prima. Gordon si arrabbia per il fatto che Bruce voglia intromettersi nelle indagini e gli intima di starne fuori o lo denuncerà. Jerome scopre, sul posto di lavoro di Xander, che quest'ultimo non si è mai presentato direttamente, ma solo tramite un'intermediaria, Ecco, che lo rapisce dopo che è riuscito a trovarla. Nel frattempo Edward, ai Narrows, compie una serie di giochi a quiz per gli abitanti, dove chi perde subisce delle violenti torture. Per mettere fine a quella storia, Leslie si offre di giocare e, se avesse vinto, Nygma avrebbe chiuso il gioco: riesce a vincere, poi afferma di sapere che Edward è in realtà innamorato di lei e gli propone di lavorare assieme, poi i due si baciano. Grazie all'aiuto di Bruce, Gordon e Bullock scoprono l'ubicazione di Xander; quest'ultimo rivela loro di trattarsi in realtà di Jeremiah Valeska, fratello gemello di Jerome, portato via dal circo dalla madre e dallo zio quando era solo un bambino a causa delle presunte intenzioni violente nei suoi confronti di Jerome. In quel momento arrivano anche Tetch e Crane, che liberano Jerome, il quale cerca di rapire Jeremiah; in un dialogo tra i due, si scopre che Jeremiah aveva mentito molto riguardo a Jerome, mettendogli contro il resto della famiglia e che Jerome vuole vendicarsi facendolo impazzire e poi uccidendolo. Tuttavia, grazie all'intervento di Gordon e Bullock, Jerome e i suoi complici devono fuggire. Intanto Oswald si incontra con Butch e gli rivela che sa che Jerome sarebbe caduto, prima o poi, e che quando sarebbe successo avrebbe voluto riprendere il controllo della criminalità, chiedendogli il suo aiuto. Butch non è d'accordo, in quanto pensa che, comunque, lui sarebbe rimasto un mostro. Oswald, allora, gli porta un bidone pieno d'acqua della palude in cui Solomon Grundy era caduto, affermando che, se avessero trovato Strange, lui lo avrebbe fatto tornare normale. Jeremiah viene portato in custodia dalla polizia, affinché il fratello non possa fargli del male; Oswald presenta Butch al resto del gruppo, mentre Crane testa su un impiegato una tossina che lo porta a ridere istericamente e alterandolo in maniera grottesca, con Jerome che intende usarla su tutta Gotham.
- Guest star: Cameron Monaghan (Jerome Valeska, Xander Wilde/Jeremiah Valeska), David W. Thompson (Jonathan Crane/Spaventapasseri), Benedict Samuel (Jervis Tetch), Michelle Ventimilla (Bridgit Pike/Firefly), Nathan Darrow (Victor Fries/Mr. Freeze), Steven Hauck (Headmaster), Francesca Root-Dodson (Ecco).
- Ascolti USA: 2.53 milioni

## L'ultimo spettacolo
- Titolo originale: A Dark Knight: That's Entertainment
- Diretto da: Nick Copus
- Scritto da: Danny Cannon

### Trama
Jerome, assieme ai suoi complici, rapisce il sindaco, il capo della Polizia e altri potenti cittadini di Gotham, avendo grandi progetti per far impazzire la città e, per dimostrarlo, spruzza il suo gas esilarante su uno di loro. Mentre il GCPD è in fermento per ricatturare i criminali, Oswald, spaventato seriamente dalla follia di Jerome, si mette in contatto con Gordon e gli rivela del gas, nonostante non possa dargli molte informazioni in quanto Valeska se l'è tenute per sé. Poi Jerome, assieme a Firefly e gli altri pazzi di Arkham, tiene sotto scacco gli spettatori di un festival musicale, chiedendo a Gordon che gli vengano portati come ostaggi suo fratello Jeremiah e Bruce, altrimenti avrebbe ucciso i potenti di Gotham: per dimostrarlo e durante l'attesa uccide infatti il capo della Polizia e il cardinale. Gordon, così, deve chiedere aiuto a Bruce, il quale, nel frattempo, sta festeggiando il suo compleanno con Alfred e Selina; tra l'altro il maggiordomo gli ha regalato una macchina antiproiettile per aiutarlo nella sua causa. Bruce accetta, anche perché Gordon e Lucius hanno ideato un piano per disattivare le bombe utilizzate come minaccia sul sindaco e gli altri potenti ancora in ostaggio, e convince anche Jeremiah a partecipare. Intanto, però, Crane e gli altri alleati di Jerome si sono procurati notevoli dosi del gas esilarante e intendono usare un dirigibile per spruzzarlo su tutta Gotham, a partire dalla piazza in cui Jerome sta tenendo appositamente tutti all'esterno. Oswald, rendendosene conto, obietta per la follia della cosa, ma Crane afferma che Jerome sospettava che avrebbe potuto tradirli e anche che sapeva avesse parlato con Gordon, quindi lui e Tetch lo stendono e portano sul dirigibile affinché, quando il gas sarebbe stato rilasciato, ne avrebbe subito gli effetti in prima persona. Jerome provoca Jeremiah dicendogli che, in fondo, anche lui è un pazzo e assassino, per poi picchiarlo dopo averlo sfidato a ucciderlo. Gordon e Bullock, con il resto del GCPD, riescono a fermare i criminali mentre Jerome, ferito da un proiettile, fugge su un tetto inseguito da Gordon; mentre si scatena il panico tra le folle per il dirigibile ormai sopra la piazza, Valeska da' l'ordine di sganciare il gas. Tuttavia Oswald, risvegliatosi e liberatosi, riesce con fatica a bloccare il conducente ipnotizzato da Tetch prima che rilasci la sostanza letale e conduce via il veicolo. Jerome, colpito nuovamente da Gordon, resta aggrappato a una sporgenza del tetto. Nonostante Gordon tenti di aiutarlo, Jerome stesso rifiuta l'aiuto, affermando che egli sarebbe sopravvissuto, poi si lascia cadere, morendo schiantato ma con il sorriso sempre disteso sul volto. Bruce offre a Jeremiah, ormai libero dal fratello, una collaborazione fra lui e la Wayne Enterprises, mentre Gordon manda un aiuto per far scendere Oswald dal dirigibile sempre in aria, ringraziandolo da parte di Gotham. Nel frattempo, le Sorelle della Lega mostrano a Barbara una stanza segreta accessibile solo a Ra's Al Ghul, in cui la donna riesce ad entrare grazie ai suoi poteri. Dentro ci trova reliquie appartenenti al passato di Ra's e un quadro antichissimo rappresentante lui e Barbara. Esaltata, la donna è convinta di aver trovato finalmente il suo scopo; ha poi un'accesa discussione con Tabitha, poiché quest'ultima è seccata dal cambiamento dell'amica. Barbara, però, decide di distaccarsi completamente da lei e le Sorelle della Lega la buttano in strada per poi picchiarla, intimandole di lasciare Gotham. Dopo ciò, Tabitha viene però rapita da un gruppo di individui, che affermano di servire Ra's Al Ghul e che la morte è solo temporanea. Nel finale, Jeremiah fa ritorno al suo nascondiglio, dove trova una scatola regalo: aprendola, ne esce un clown a molla che gli spruzza in faccia una miscela speciale del gas esilarante. Mentre Jeremiah viene colto da un attacco, la voce registrata di Jerome gli spiega che sapeva di avere i giorni contati e che, con quel gas speciale, avrebbe "liberato" Jeremiah, permettendogli di proseguire i suoi scopi. Mentre Jeremiah mostra il suo viso sbiancato e distorto da un folle ghigno, la registrazione termina con Jerome che incita il fratello a distruggere tutto.
- Guest star: Cameron Monaghan (Jerome Valeska, Xander Wilde/Jeremiah Valeska), Nathan Darrow (Victor Fries/Mr. Freeze), Benedict Samuel (Jervis Tetch), Michelle Ventimilla (Bridgit Pike/Firefly), David W. Thompson (Jonathan Crane/Spaventapasseri).
- Ascolti USA: 2.73 milioni

## L'immortale
- Titolo originale: A Dark Knight: To Our Deaths and Beyond
- Diretto da: Scott White
- Scritto da: Peter Blake & Iturri Sosa

### Trama
Edward e Leslie compiono una serie di rapine, utilizzando i soldi per i cittadini dei Narrows; Oswald ne vorrebbe una parte per lui e Butch e, accortosi della relazione tra i due, avverte Nygma che la donna lo sta solo usando. La parte di Ed Nygma ancora all'interno dell'Enigmista è d'accordo e sbeffeggia Edward in quanto, nonostante ne sia consapevole, si lasci usare perché innamorato di lei. Edward propone poi a Oswald e Butch una rapina per arricchirsi e uccidere Leslie, ma poi tradisce i due per stare con la donna. Quest'ultima, colpita dal suo comportamento, si fa poi arrestare dal GCPD per far scappare Nygma. Nel frattempo, Tabitha porta ai membri maschili della Lega Bruce e Selina; gli uomini usano il sangue di Bruce per ridare vita a Ra's al Ghul però ancora ridotto a una sorta di zombie. Scoperto come Barbara stia usufruendo male del potere da lui conferitole, decide di riprendersi il potere della Testa del Demone. Tuttavia, se la donna non lo cederà di sua spontanea volontà, lui dovrà ucciderla. Barbara decide di tentare di uccidere Ra's con il pugnale utilizzato da Bruce, recuperandolo con l'ausilio di Selina, Tabitha, Bruce e Alfred. Nonostante ciò, Bruce è convinto di dover essere lui a eliminare nuovamente Ra's. Senza ascoltarlo, Barbara affronta Ra's al Ghul rivelando anche il vero potere della Testa del Demone, tuttavia accetta di restituirgli il potere quando minaccia la vita di Tabitha. L'uomo torna di aspetto normale, poi si rifiuta di farsi uccidere nuovamente da Bruce. Barbara e Tabitha si riconciliano, e le Sorelle della Lega giurano definitivamente fedeltà a Barbara dopo averla vista sacrificarsi per il bene degli altri e aver saputo utilizzare il potere della Testa del Demone. Ra's al Ghul si ripresenta a Bruce per spiegargli il motivo per cui non si è voluto far uccidere, infatti ha avuto una visione su dei cataclismi che avrebbero portato alla rovina di Gotham e, quando sarebbe successo, avrebbe voluto trasformare il ragazzo nel cavaliere oscuro di cui la città ha bisogno.
- Guest star: Shiva Kalaiselvan (Lelia), Caroline Strong (Susan).
- Ascolti USA: 2.18 milioni
- Nota: questo episodio non è da confondere con quello omonimo della seconda stagione.

## L'inizio della fine
- Titolo originale: A Dark Knight: That Old Corpse
- Diretto da: Louis Shaw Milito
- Scritto da: Charlie Huston

### Trama
Mentre una folla di seguaci di Jerome si ritrovano a commemorarlo sulla sua tomba, uno strano individuo con addosso un vestito da giullare, si presenta con una registrazione vocale di Jerome, che invita tutti alla sua veglia funebre al GCPD. Una videocassetta con lo stesso messaggio viene recapitata a Gordon, Bullock e Lucius, che iniziano a prendere provvedimenti per fermare l'assalto. Nel frattempo, Bruce e Jeremiah lavorano assieme nel bunker di quest'ultimo e costruiscono un generatore auto producente a energia pulita; Jeremiah confessa all'amico di essere stato spruzzato dalla tossina di Jerome e che continua a vedere il fratello che risorge per ucciderlo e farlo impazzire. Le sue paure aumentano quando scopre dell'assalto al GCPD e Bruce, per calmarlo, decide di portarlo alla tomba di Jerome per convincerlo definitivamente della morte del fratello. Nel frattempo, Edward riesce a entrare alla stazione di polizia mascherandosi e libera Leslie, rimasta intrappolata al suo interno durante l'assalto dei criminali. Butch e Oswald, invece, stabilitisi a Villa Falcone e con rapporti tesi fra di loro, rapiscono uno dei folli per estorcergli informazioni al fine di fermare il loro capo, riprendere il potere e curare Butch. Alfred viene aggredito e rapito da qualcuno a Villa Wayne; raggiunta la tomba di Jerome, Bruce e Jeremiah scoprono che il corpo è stato disseppellito. Jeremiah viene colto da paranoie, pensando che il fratello si sia "impossessato" del corpo di Bruce, mostrando intenzioni aggressive verso di lui. Intanto Gordon, raggiunto il bunker di Jeremiah, scopre il seguito della registrazione mandata al GCPD, nella quale viene rivelato che, in realtà, è stato Jeremiah a orchestrare tutto, mascherandosi da Jerome. Subito dopo il generatore lì presente esplode, mentre Gordon, resosi conto del pericolo, sta scappando; Jeremiah mostra la sua follia anche a Bruce e ai seguaci di Jerome, informando loro di voler superare tutti gli obiettivi del fratello, radendo totalmente al suolo Gotham e non uccidendo Bruce. Inoltre rivela al ragazzo che Gordon è morto nell'esplosione. In seguito Jeremiah, lasciato vivo Bruce, si dirige con Ecco (l'individuo mascherato di inizio episodio) a prelevare numerosi suoi generatori dalla Wayne Enterprises, con lo scopo di usarli per distruggere Gotham.
- Guest star: Cameron Monaghan (Jerome Valeska, Jeremiah Valeska), Kelcy Griffin (Detective Harper), Christian Alexander Rozakis (Jongleur), Francesca Root-Dodson (Ecco).
- Ascolti USA: 1.94 milioni

## Una brutta giornata
- Titolo originale: A Dark Knight: One Bad Day
- Diretto da: Rob Bailey
- Scritto da: Tze Chun

### Trama
Gordon scampa in tempo all'esplosione, ma perde i sensi e viene salvato da Leslie e Edward, che intendono scoprire i piani di Jeremiah e consegnarli alla polizia in cambio della liberazione dalle accuse su di loro. Gordon riesce a stendere Nygma e portare i piani al GCPD; nel frattempo, Jeremiah si è presentato alla centrale e concede a Gotham un ultimatum di sei ore per evacuare la città, prima che la faccia esplodere. Bruce, intanto, riceve una chiamata dal criminale che lo indirizza ad un luogo dove è tenuto prigioniero Alfred. Il ragazzo va sul posto assieme a Selina, ritrovandosi a dover assistere a diverse torture su Alfred, mediante dei filmati proiettati. A un certo punto trova il maggiordomo, ma questo è impazzito per il gas di Jerome e prova ad aggredirlo. Fortunatamente, Selina lo salva e rivela che il tutto era frutto di varie allucinazioni indotte dalla tossina dello Spaventapasseri: l'uomo ucciso da Selina era in realtà una controfigura, mentre il vero Alfred è salvo. Oswald e Butch propongono a Barbara e Tabitha una collaborazione per sconfiggere Jeremiah: il gruppo si ritrova con il criminale, minacciando di far saltare in aria il suo scagnozzo precedentemente rapito, e gli chiedono una grande quantità di denaro e un'ora in più di tempo per la fuga. In realtà l'intenzione di Oswald è di uccidere Jeremiah e salvare Gotham, ma il criminale contrattacca a sorpresa e decide di accorciare i tempi per far saltare in aria la città. Oswald avverte Bullock, il quale, assieme a Lucius, trova l'ubicazione della bomba "centrale", ovvero collegata direttamente a tutte le altre. Giunto sul posto, il detective la disattiva in tempo, impedendo anche alle altre bombe di esplodere. Con i suoi piani sventati, Jeremiah uccide gli ex seguaci di Jerome che si erano rivoltati contro di lui, dopodiché viene avvicinato da Ra's al Ghul, che gli racconta della sua visione di Gotham distrutta e propone un'alleanza per farla avvenire, in quanto tutto ruota unicamente attorno a Bruce. A Villa Wayne, nel frattempo, il ragazzo parla con Selina sul fatto che la sua "brutta giornata" di cui Jeremiah e Jerome parlavano l'aveva già avuta quando i suoi genitori sono stati uccisi, lasciandogli probabilmente dentro un po' di follia che il criminale sperava di tirargli fuori. In quel momento, a sorpresa, si presenta Jeremiah, il quale spara a sangue freddo a Selina. Mentre Alfred si scaglia contro il criminale, Bruce non può fare altro che tenere la ragazza fra le braccia.
- Guest star: Cameron Monaghan (Jeremiah Valeska), Kelcy Griffin (Detective Harper), David W. Thompson (Jonathan Crane/Spaventapasseri), Peter McRobbie (Sindaco Pritchard), Shiva Kalaiselvan (Lelia).
- Ascolti USA: 2.21 milioni

## Terra di nessuno
- Titolo originale: A Dark Knight: No Man's Land
- Diretto da: Nathan Hope
- Scritto da: John Stephens e Seth Boston

### Trama
Selina viene ricoverata all'ospedale con danni probabilmente permanenti alla spina dorsale. Intanto, al municipio, Ra's al Ghul attiva una delle bombe distruggendo il palazzo e uccidendo il sindaco. Nel frattempo, il governo viene mandato a Gotham per cercare di risolvere il caos provocato da Jeremiah. Quest'ultimo riesce a ottenere un colloquio con Bruce ma, subito dopo, Ra's al Ghul ruba le sue bombe rimaste e libera Jeremiah, rapendo Bruce. Dopo aver mostrato insubordinazioni nei confronti del maggiore mandato dal governo, Gordon viene arrestato ma rapito subito dopo da Edward, il quale cerca di ucciderlo schiacciandolo con un compressore per "liberare" definitivamente Leslie. La donna lo convince, però, a liberare Gordon, promettendo che avrebbero lasciato Gotham assieme, affermando falsamente di non amare più il poliziotto. Barbara, Tabitha, Alfred e Oswald si dirigono sul posto dove Ra's al Ghul e Jeremiah hanno portato Bruce per mostrargli la disfatta di Gotham. Barbara riesce a uccidere Ra's al Ghul con il pugnale, manovrando Bruce; tuttavia, il gruppo deve assistere sconvolto e desolato alla distruzione di tutti i ponti che collegano la città alla terraferma, riducendola ad un'"isola oscura" come predetto da Ra's al Ghul. Oswald assume Strange, il quale riesce a far tornare Butch com'era prima ma, mentre l'uomo si ricongiunge felicemente con Tabitha, Oswald lo uccide, sparandogli. Rivela poi a Tabitha che lo ha fatto per vendicare l'assassinio della madre e le dice che, un giorno, l'avrebbe comunque uccisa, mentre Tabitha, furibonda, giura la stessa cosa nei suoi confronti. Leslie decide di aiutare i civili rimasti, rompendo con Edward. Quest'ultimo capisce che la donna non ha mai provato vero amore per lui e, durante un confronto, finiscono per pugnalarsi a vicenda. Successivamente Strange riceve i loro corpi da Oswald, con l'ordine di "sistemarli". La città viene evacuata e presa sotto controllo dai mostri evasi l'anno prima da Indian Hill, oltre che dallo Spaventapasseri, Firefly, Mr. Freeze, Oswald e Barbara la quale, quando Tabitha le racconta cos'è accaduto con Butch, fa uccidere tutti i membri maschili della Setta delle Tenebre (che le hanno giurato fedeltà dopo l'uccisione di Ra's al Ghul), affermando che la decadenza deriva appunto dagli uomini e giurando loro vendetta. Gordon, assieme a Lucius e Bullock, decide di restare in città, mentre Bruce si separa da Alfred temporaneamente affinché si assicuri che Selina sarebbe stata bene. Dopodiché abbraccia il suo ruolo di protettore della città, andando in cerca di Jeremiah. Resta poi attratto da un faro sistemato da Gordon su un palazzo, come simbolo contro l'oscurità.
- Guest star: Cameron Monaghan (Jeremiah Valeska), David W. Thompson (Jonathan Crane/Spaventapasseri), Michelle Veintimilla (Bridgit Pike/Firefly), Nathan Darrow (Victor Fries/Mr. Freeze), Shiva Kalaiselvan (Lelia), BD Wong (Hugo Strange), Larry Pine (Sindaco Burke), Malik Yoba (Maggiore Harlan).